# Lowden, Iowa
Lowden är en ort i Cedar County i Iowa. Vid 2010 års folkräkning hade Lowden 789 invånare.